# 주천상업고등학교
주천상업고등학교는 전라북도 진안군 주천면에 있었던 공립 고등학교이다.

## 연혁
- 1986년 3월 1일: 주천고등학교로 개교
- 1992년 3월 1일: 주천상업고등학교로 변경
- 2001년 2월 28일: 폐교

## 같이 보기
- 주천중학교 (전북)